# Salomon Trismosin
Le nom de Salomon Trismosin, apparaît pour la première fois dans un recueil de traités alchimiques imprimé et publié à Rorschach en 1598 en allemand : l' Aureum vellus (La toison d'or).

## L'Aureum vellus
Le titre complet est Aureum vellus, oder, Guldin Schatz und Kunstkam[m]er : darinnen der aller fürnemisten, fürtreffenlichsten, ausserlesenesten, herrlichisten und bewehrteste[n] Auctorum Schrifften und Bücher, auss dem gar uralte[n] Schatz der uberblibnen, verborgnen, hinderhaltenen Reliquien und Monumenten der Aegyptiorum, Arabum, Chaldaeorum & Assyriorum Königen und Weysen : Sampt anderen Philosophischen alter unnd newer scribenten sonderbaren Tractätlein, alles zuvor niemalen weder erhört noch gesehen, wie der Catalogus zuverstehen gibt ; von dem edlen, hocherleuchten, fürtreffenlichen, bewerte[n] Philosopho Salomone Trissmosino (so dess grossen Philosophi und Medici Theophrasti Paracelsi praeceptor gewesen) in sonderbare underschiedliche Tractätlein disponiert, und in das Teutsch gebracht ; durch einen der Kunst liebhabern mit grossem Kosten, Mühe, Arbeyt und Gefahr, die Originalia und Handschrifften zusammen gebracht, unnd auffs trewlichest und fleissigst an Tag geben. 4° Getruckt zu Rorschach am Bodensee 1598.
Le livre est traduit en français dès 1612 : La toyson d'Or ou la Fleur des Thresors, en laquelle est succinctement & methodiquement traicte de la pierre des philosophes, de son excellence, effects & vertu admirable. Plus de son Origine, & du vray moyen de pouvoir parvenir à sa perfection. Enrichies de Figures, et des propres Couleurs representees au vif, selo qu'elles doiuent necessairement arriver en la pratique de ce bel Œuvre. Et recuellies des plus graves monuments de l'Antiquité, tant Chaldeens, Hebreux, Aegyptiens, Arabes, Grecs, que Latins, & autres Autheurs approuvez. Par ce Grand Philosophe Salomon Trismosin Precepteur de Paracelse. Traduict d'Alemand en François, et commenté en forme de paraphrase sur chasque chapitre par L.J.  (Charles Sevestre 1612)
L' Aureum vellus contient la première version imprimée du Splendor Solis, manuscrit richement illuminé de la première moitié du XVIe, et qui sera par la suite couramment attribué à Salomon Trismosin.

### Œuvres
- Splendor solis (1582), Milan, Archè, 1975, 40 p. 22 figures en couleurs.
- La toyson d'or ou La fleur des thresors[...], édité en 1612 par Charles Sevestre à Paris par privilège du Roi, traduit de l'allemand en français & commenté par "L.J.".   La toison d'or ou la Fleur des trésors (1598), trad. de l'all. Bernard Husson, Retz, 1975, 288 p.  .

### Éditions des textes attribués à Salomon Trismosin
- Aureum Vellus oder Guldin schatz und Kunstkammer, Rohrschach 1598
- Aurei Velleris Tractatus II, Rohrschach c. 1598
- Aurei Velleris Tractatus III, Rohrschach 1599
- Aureum Vellus oder Guldin Schatz und Kunstkammer, s.l. 1599
- Aurei Velleris Tractatus II s. l. c 1599
- Aurei Velleris Tractatus III s. l. 1600
- Aurei Velleris Tomi Secundi Tractatus I s. d c , 1600
- Aurei Velleris Tractatus Quartus, 1604
- Aurei Velleris Tractatus Quintus, 1604
- Promptuarium alchemiae, Leipzig 1610, Appendix Primi Tomi Promptuarii Alchymiae s. l. 1610  Promptuarium Alchemiae Ander Buch Leipzig 1614
- Die Gulden Arch/Schatz und Kunstkammer, Bâle 1614 - Der ander Theil der Guldin Arch /Schatz, Bâle 1614 - Der dritte und letzte Theil der Guldin Arch Bâle 1614
- Salomonis Trismosini Von Tincturen  , Budissin & Leipzig 1677

19 Aureum Vellus oder Guldin Schatz Hambourg 1708 - Aurei Velleris oder der Guldin Schatz und Kunstkammer Tractatus II, Hambourg 1708 - Tractatus III, Hambourg 1708 - Tractatus Quartus, Hambourg, 1708 - Tratatus Quintus et ultimus, Hambourg, 1708 
- Eröffnete Geheimnisse des Steins der Weisen oder Schatz-kammer der Alchymie, Hambourg, 1718.

### Études sur Salomon Trismosin
- (de) Joachim Telle Der Splendor Solis In der Fruhneuzeitlichen Respublica Alchemica Daphnis - Zeitschrift fur Mittlere Deutsche Literatur-  October 2006 Vol. 35 N°: 3-4 p. 421-448 ( (en) résumé par Adam McLean)
- Paul de Saint-Hilaire, René Ricaille et Patrick Rivière, Lecture alchimique de la Grand-Place de Bruxelles où sont expliqués les enseignes d'après la Toyson d'or de Salomon Trismosin, Éditions du Cosmogone, 2002, 167 p.
- Splendor Solis. Le lustre du Soleil. Traité contenant l'explication du Grand-Œuvre et illustré de vingt-deux miniatures décrivant l'entier procédé pour y parvenir, anciennement composé par Salomon Trismosin, avec notice et notes de Stephan Hoebeeck, Bruxelles : Esh éditions, 2013.